# Eberhard Wenzel
Eberhard  Wenzel, né le 22 avril 1896 à Pollnow et mort le 27 janvier 1982 à Künzelsau, est un organiste, compositeur et pédagogue allemand.

## Biographie
Eberhard Wenzel naît dans la famille d'un pasteur allemand de Poméranie. En 1907, la famille déménage à Berlin. Eberhard Wenzel étudie au conservatoire Stern, puis après avoir fait son service pendant la Première Guerre mondiale, à l'institut de musique d'église auprès notamment d'Arnold Ebel (composition), Fritz Heitmann (orgue) et Julius Dahlke (piano). Après avoir été diplômé en 1921, il enseigne à Berlin, puis travaille comme organiste dans le Nouveau-Brandebourg. Entre 1930 et 1950, Wenzel est organiste titulaire et maître de chœur de l'église Saint-Pierre de Görlitz, dirige le festival de musique de la ville et à partir de 1947 dirige l'école de musique d'église nouvellement fondée. En 1951-1965, il est directeur de l'École supérieure évangélique de musique d'église de Halle. Ensuite, Wenzel prend sa retraite et déménage en Allemagne de l'Ouest où il s'installe dans la famille de sa fille aînée. C'était un chrétien façonné par sa foi, et c'est ainsi qu'il put affronter tous les obstacles du régime hitlérien et les obstacles croissants du « socialisme réel » en RDA.
Wenzel laisse une œuvre d'environ huit cents compositions, surtout pour orgue et chœur, dont l'oratorio La Passion selon saint Marc, le requiem Media vita in morte sumus, une Messe allemande, etc. 
Au cours de ses nombreuses années d'activité, Wenzel a reçu le Prix de musique de Silésie (1938) et le Prix Buxtehude de la ville de Lübeck (1957), a été élu docteur honoris causa de la faculté de théologie de l'université de Heidelberg (1962). Parmi ses élèves, l'on peut distinguer Lothar Graap et Dieter Wellmann.

## Quelques œuvres
- Praeludium und Chaconne für Orchester (1969)
- Magnificat (1969)
- Worte des Propheten Jeremia (1969)
- Messe Komm Heiliger Geist, Herre Gott (1960)
- Missa alternatim cantata (1963)
- Requiem Media vita in morte sumus (1968)